# Маргарет Кіббен
Маргарет Грун Кіббен (англ. Margaret Kibben, нар. 1960) — пресвітеріанська священниця США, яка є капеланом Палати представників США і яка після початку повномасштабного вторгнення Росії в Україну щотижня здійснює у Палаті представників молитву за Україну. Вона служила 26-м головним капеланом ВМС США з 2014 по 2018 рік; раніше вона була 18-м капеланом Корпусу морської піхоти США (CHMC) і заступником начальника капеланів ВМС США з 2010 по 2014 рік. Кіббен була першою в історії жінкою, яка обіймала кожну з цих посад.

## Ранні роки і освіта
Уродженка Воррінгтона, штат Пенсільванія, Кіббен вступила на військову службу у ВМС США в 1986 році У 1982 році вона здобула ступінь бакалавра в Коледжі Гучера в Тоусоні, штат Меріленд . Кіббен отримала ступінь магістра богослов'я (1986) і доктора міністерства (2002) у Прінстонській теологічній семінарії, Принстон, Нью-Джерсі . У 1996 році вона також отримала ступінь магістра з національної безпеки та стратегічних досліджень у Військово-морському коледжі Кіббен була старшим науковим співробітником Інституту миру США .

## Військова кар'єра
Кіббен було призначено капеланом на базу Корпусу морської піхоти у Квантіко, де вона служила в штабі та обслуговуючому батальйоні, батальйоні безпеки, військовій тюрмі, авіаційній базі Корпусу морської піхоти та президентській вертолітній ескадрильї HMX-1 . Вона також служила в Групі підтримки морської піхоти другого експедиційного корпусу морської піхоти у Кемп-Леджейн, відправляючись до Туреччини та Норвегії . Пізніше її призначили до команди бойового розвитку Корпусу морської піхоти у Квантіко як автора методик для капеланського служіння.
Служба Маргарет Кіббен у Військово Морських Силах США включали службу у Військово-морськії академії США в Аннаполісі, штат Меріленд, де вона стала першою жінкою-капеланом. Вона була істориком відділу капеланів ВМС у інформаційному центрі військових капеланів США і командним капеланом судна бойового забезпечення USS San Diego (AFS-6) в Норфолку, Вірджинія . Як капелан 3-го флоту США, Кіббен відповідала за підготовку та сертифікацію капеланів всіх авіаносних ударних груп і експедиційних ударних груп. Вона також була капеланом у Командуванні Об'єднаних сил в Афганістані.
Кіббен був спрямована до Офісу начальника військово-морських капеланів, спочатку виконуючи обов'язки директора з навчального центру військово-морських капеланів, а потім виконавчого помічника начальника військово-морських капеланів.
Кіббен була 18-м капеланом Корпусу морської піхоти США (CHMC) і начальником капеланів ВМС США . Вона була першою жінкою на цій посаді.

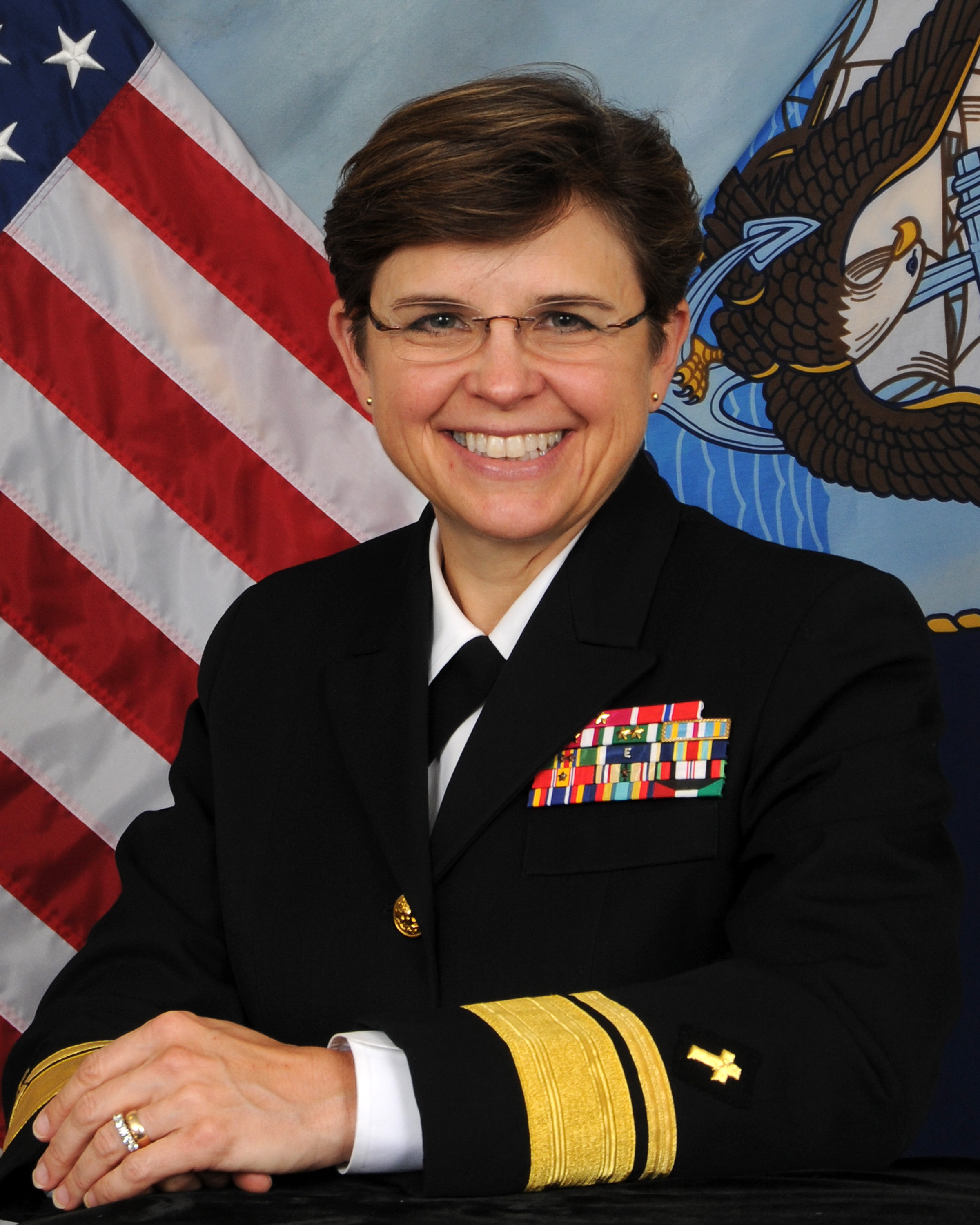
26-та начальниця військово-морських капеланів США

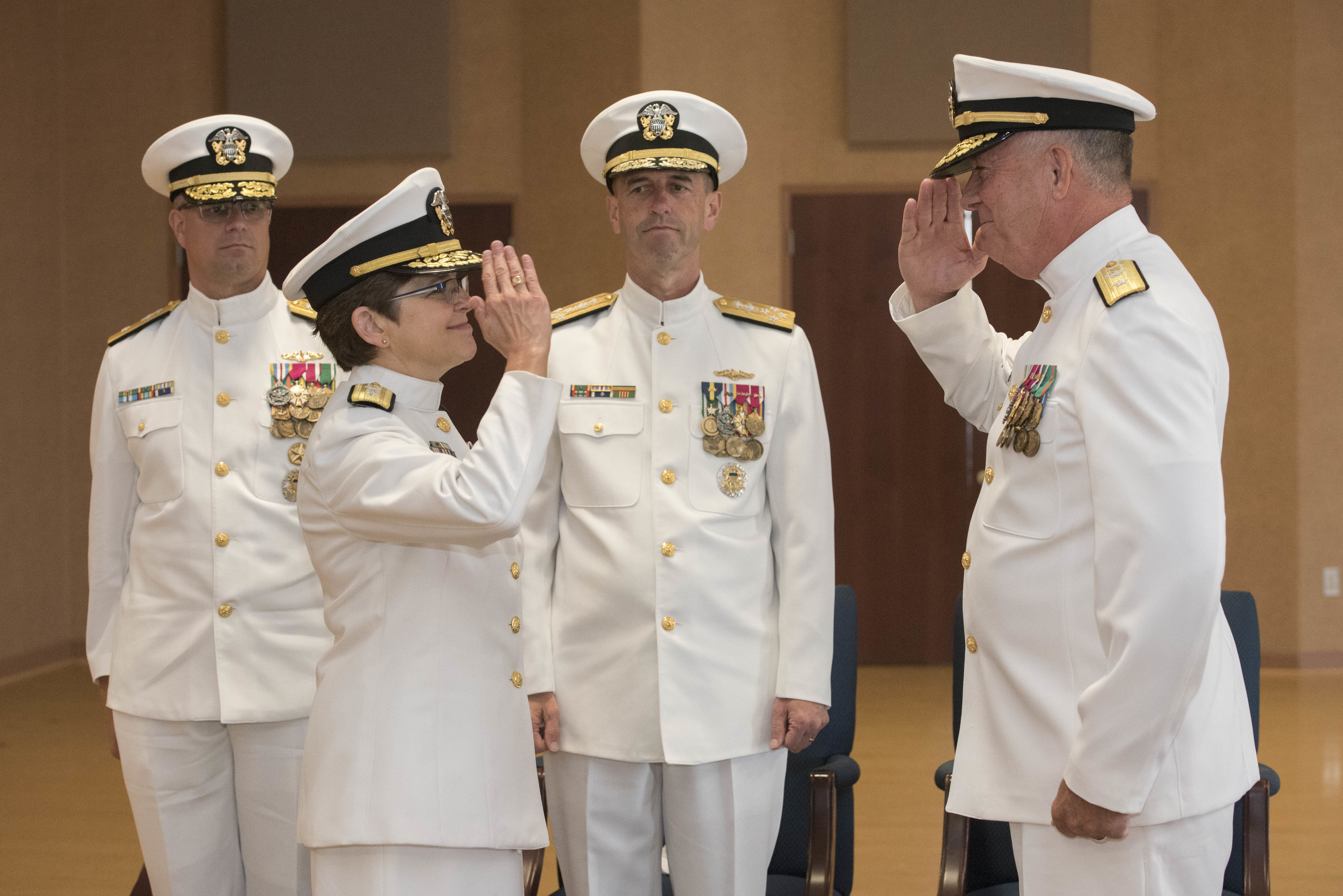
Контрадмірал Кіббен змінює контрадмірала Брента Скотта у липні 2018 року.

## Капелан Палати представників
31 грудня 2020 року спікер Палати представників Ненсі Пелосі призначила контр-адмірала Маргарет Грун Кіббен наступним капеланом Палати представників, що зробило її першою жінкою на посаді капелана в будь-якій з палат Конгресу. Її третій день на посаді капелана Палати був відзначений як підрахунком голосів у колегії виборщиків Сполучених Штатів у 2021 році, так і супутніми йому жорстокими протестами, під час яких вона здійснювала молитву під час евакуації членів Палати представників.

### Молитви за Україну
Після початку повномасштабного вторгнення Росії в Україну Маргарет Кіббен щотижня на початку засідання Палати Представників здійснює молитву за Україну згідно розповіді кореспондентки української служби Голосу Америки у Конгресі США Катерини Лісунової.

## Нагороди та відзнаки
|  |  | Gold star                 |                       |                       |                       |             |             |
|  |  | Gold star · Gold star     | Gold star · Gold star | Gold star · Gold star | Gold star · Gold star |             |             |
|  |  | Bronze star · Bronze star |                       |                       |                       |             |             |
|  |  | Bronze star               | Bronze star           | Bronze star           | Bronze star           | Bronze star | Bronze star |
|  |  |                           |                       |                       |                       |             |             |

| 1-й ряд | Медаль ВМС «За відмінні заслуги».                                  | Медаль ВМС «За відмінні заслуги».                                  | Легіон заслуг з однією золотою зіркою                            | Легіон заслуг з однією золотою зіркою                            | Бронзова зірка                                       | Бронзова зірка                                       |
| 2-й ряд | Медаль за заслуги з двома нагородними зірками                      | Медаль за заслуги з двома нагородними зірками                      | Медаль ВМС і Корпусу морської піхоти з двома нагородними зірками | Медаль ВМС і Корпусу морської піхоти з двома нагородними зірками | Нагорода спільного заслуженого підрозділу            | Нагорода спільного заслуженого підрозділу            |
| 3-й ряд | Подяка військово-морського флоту з двома бронзовими зірками служби | Подяка військово-морського флоту з двома бронзовими зірками служби | Темно-синя стрічка «E»                                           | Темно-синя стрічка «E»                                           | Стрічка морської піхоти флоту                        | Стрічка морської піхоти флоту                        |
| 4-й ряд | Медаль Служби національної оборони із службовою зіркою             | Медаль Служби національної оборони із службовою зіркою             | Медаль за службу в Південно-Західній Азії із зіркою за службу    | Медаль за службу в Південно-Західній Азії із зіркою за службу    | Медаль за кампанії в Афганістані із зіркою за службу | Медаль за кампанії в Афганістані із зіркою за службу |
| 5-й ряд | Медаль за заслуги в глобальній війні проти тероризму               | Медаль за заслуги в глобальній війні проти тероризму               | Стрічка розгортання військово-морської служби                    | Стрічка розгортання військово-морської служби                    | Визволення Кувейту                                   | Визволення Кувейту                                   |

## Особисте життя
Кіббен — дочка Вільяма Аллена Ґруна (24 квітня 1920 — 25 березня 2019) та Джин Марі «Мікі» (Макфолл) Ґрун (25 листопада 1926 — 19 червня 2009). У неї є одна сестра. Її батько служив у Резерві ВМС США під час Другої світової війни, пішов у відставку в чині лейтенанта-командера .
Кіббен одружена з Тімоті Дж. Кіббеном, підполковником морської піхоти США у відставці. У пари є дочка.